# اسکات اسپورتز
اسکات اسپورتز (انگلیسی: Scott Sports) یک شرکت تولیدکننده لوازم ورزشی در کشور سوئیس است.
این شرکت که در سال ۱۹۵۸ تأسیس شده در بخش ژیویزیه قرار دارد و محصولاتی همچون دوچرخه، تجهیزات اسکی و اسنوبردسواری تولید می‌کند.

## تکنولوژی دوچرخه اسکات
این دوچرخه با تنه‌ای محکم و سبک، تناسبی عالی برای دوچرخه سواران حرفه ای دارد. اینها همه مدیون ویژگی‌های فنی اختصاصی اسکات از جمله قفل Twinloc، تکنولوژی کمک عقب FOX NUDE، هندسه خاص و مسابقه‌ای بدنه است. تکنولوژی‌هایSpark 2017 علی‌رغم ظاهر ساده، مرزهای جدیدی را در دوچرخه تعریف کرده‌اند. در ادامه برخی از این پیشرفت‌های فنی بررسی می‌شود.
۲۰۱۷، سال تحول دوباره Spark
استاندارد جدید ابداع‌شده توسط اسکات، با استفاده از کمک دوپایه Trunnion به‌دست آمده است. کمک عقب که قبلاً زیر لوله بالایی قرار داشت (تصویر ۲۰۱۶)، امسال به روی توپ تنه منتقل شده است (تصویر ۲۰۱۷). این جابه‌جایی باعث کاهش مرکز ثقل در دوچرخه می‌شود.

## نگارخانه

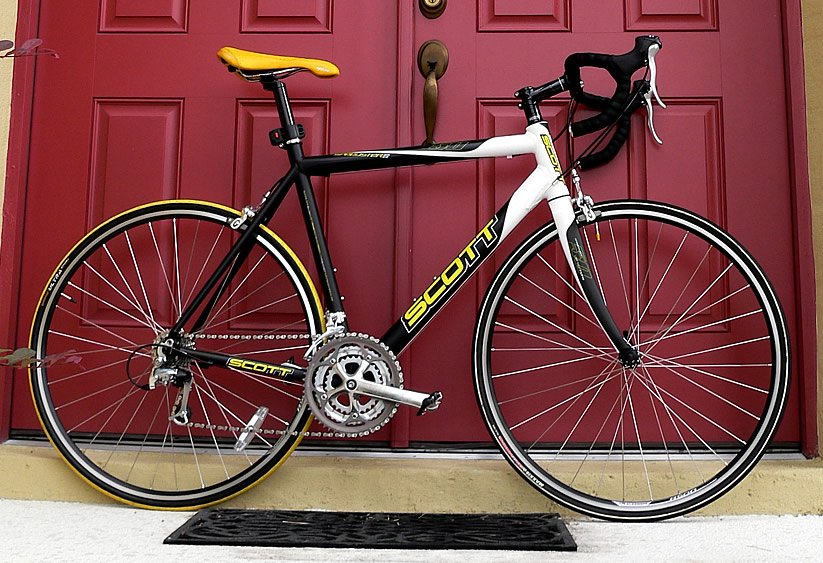
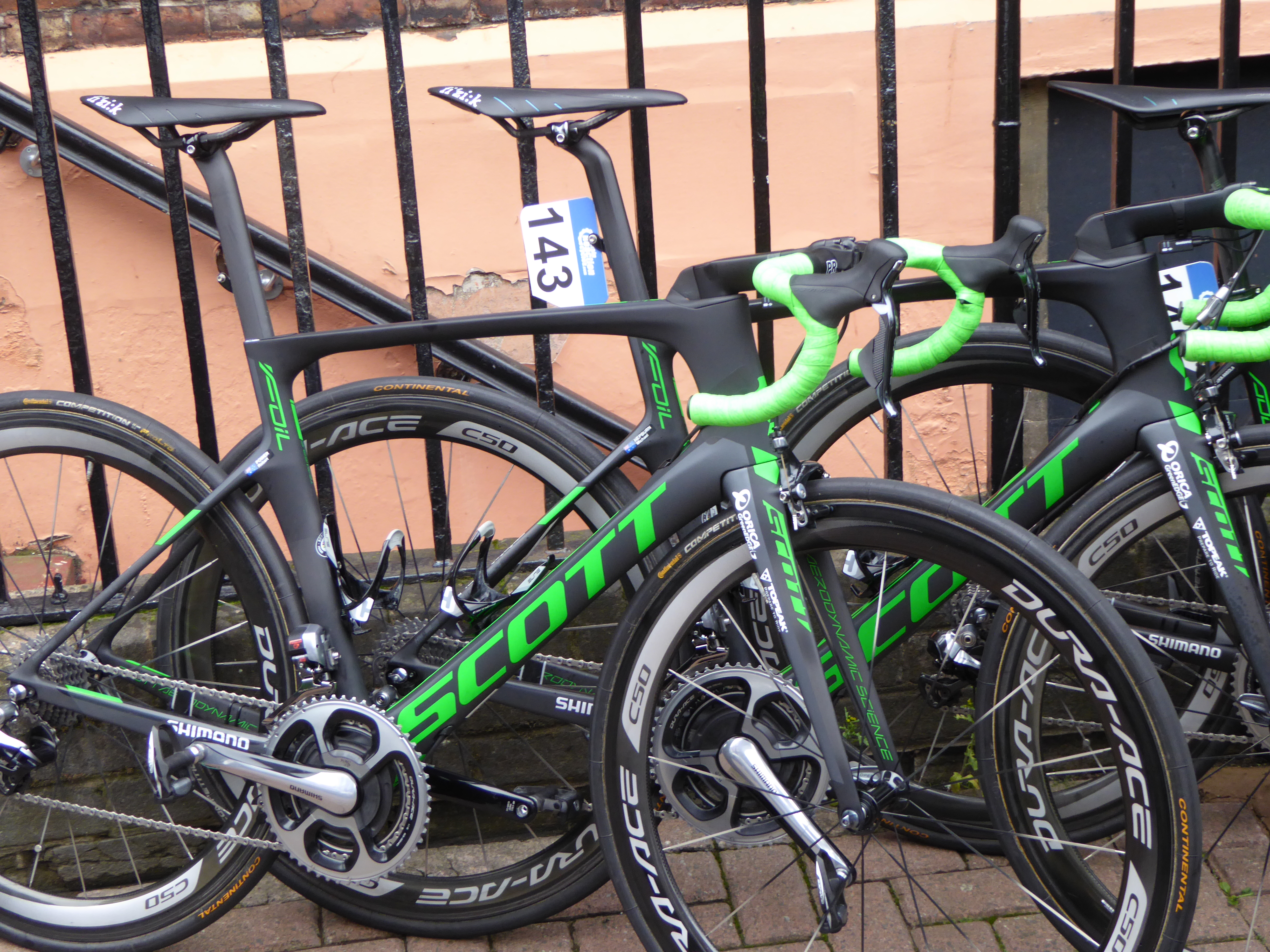